# Animatronika

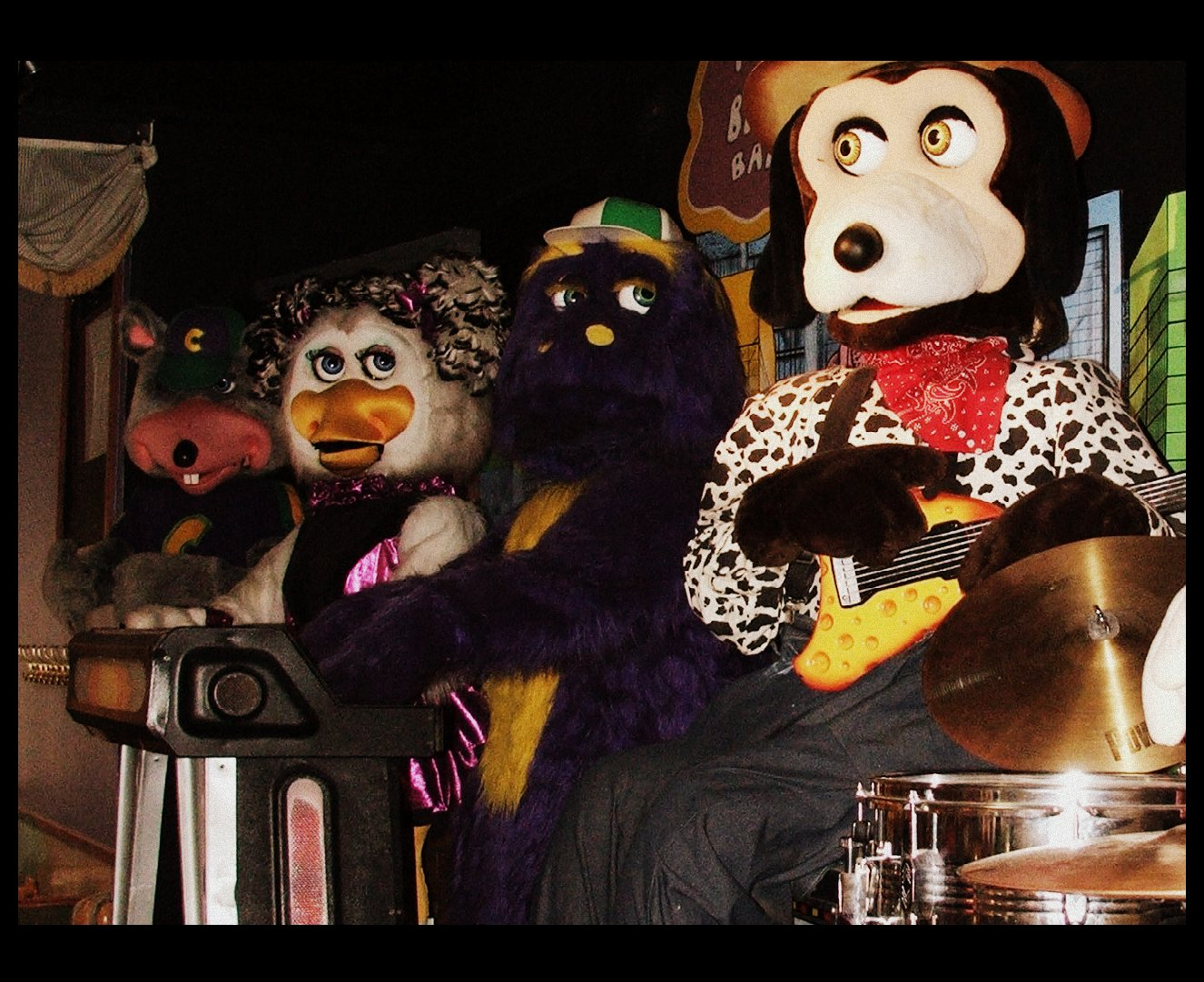
Animatroniczny zespół grający w restauracji Chuck E. Cheese, 2004

Animatronika – dziedzina efektów specjalnych w filmie i telewizji, zajmująca się tworzeniem i ożywianiem fikcyjnych postaci za pomocą mechanicznych lub elektronicznych systemów, które są animowane bezpośrednio przed kamerą podczas realizacji zdjęć. Pojęcie ukuł w 1961 roku Walt Disney na określenie zaprojektowanej przez jego spółkę, dziewięciocalowej figurki, która przykuła uwagę szerszej publiczności. Animatronika odtąd – dzięki postępom w dziedzinie robotyki oraz programowania – stała się jedną z podstawowych metod ożywiania nieistniejących realnie postaci w dziedzinie kinematografii.
Animatronika jest stosowana również w innych dziedzinach rozrywki. W 1977 roku w Stanach Zjednoczonych została otwarta pierwsza restauracja Chuck E. Cheese, gdzie występowały maszyny wprawiane w ruch metodą animatroniki. Ta metoda stała się nieodłączną częścią współczesnej kultury popularnej, bardziej namacalną i wiarygodną niż obrazy generowane komputerowo. Do dziedzictwa animatroniki w konwencji horroru nawiązywała seria gier komputerowych Five Nights at Freddy's.